# Place de Metz (Luxembourg)
Pour les articles homonymes, voir Place de Metz.
La place de Metz est une place de la ville de Luxembourg, comprise au sein du canton de Luxembourg, au Grand-Duché de Luxembourg.

## Situation et accès
Elle est à l'intersection du pont Adolphe, du boulevard de la Pétrusse et de l'avenue de la Liberté.

## Origine du nom
Elle porte le nom de la ville de Metz en France.

## Historique

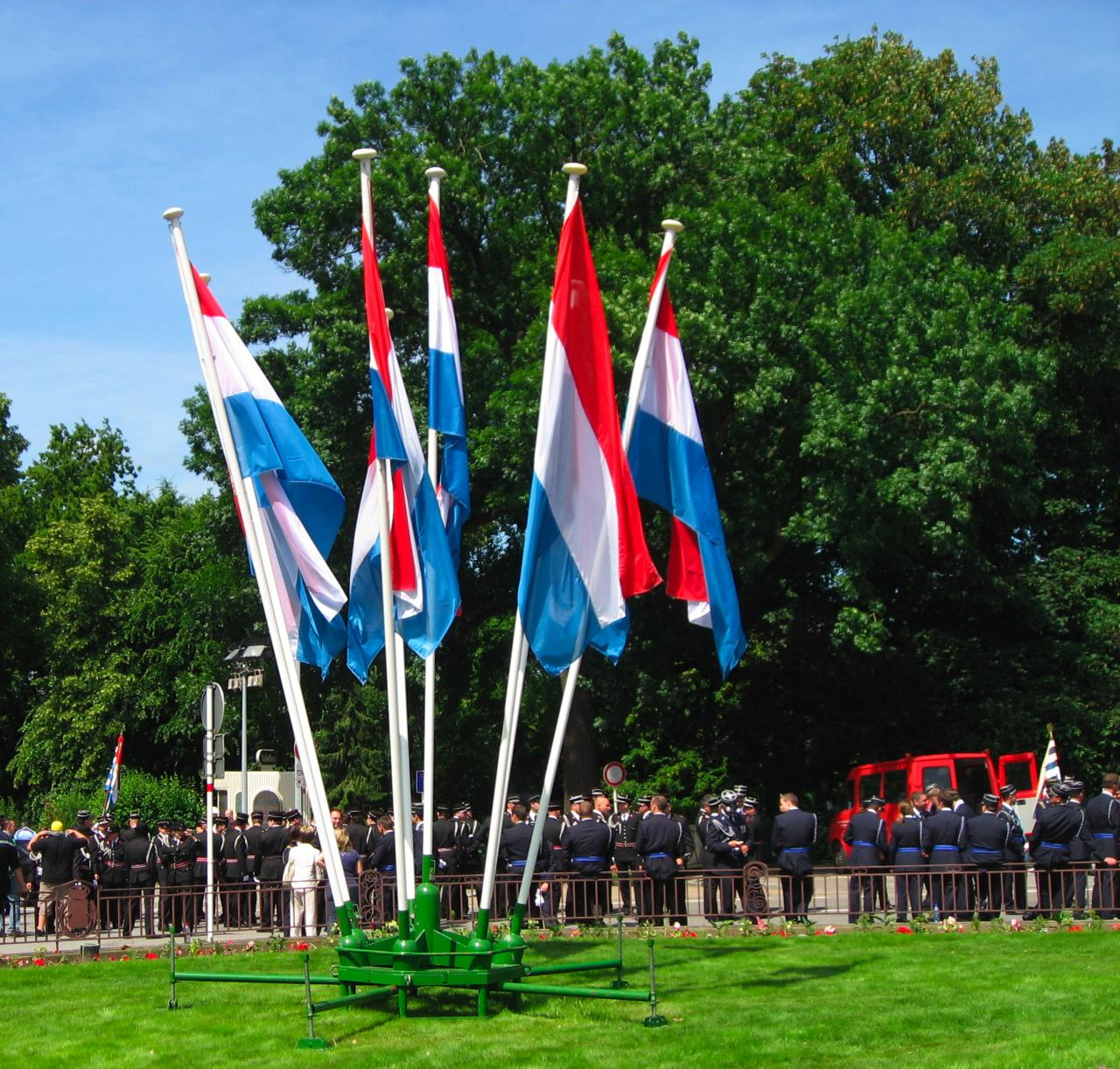
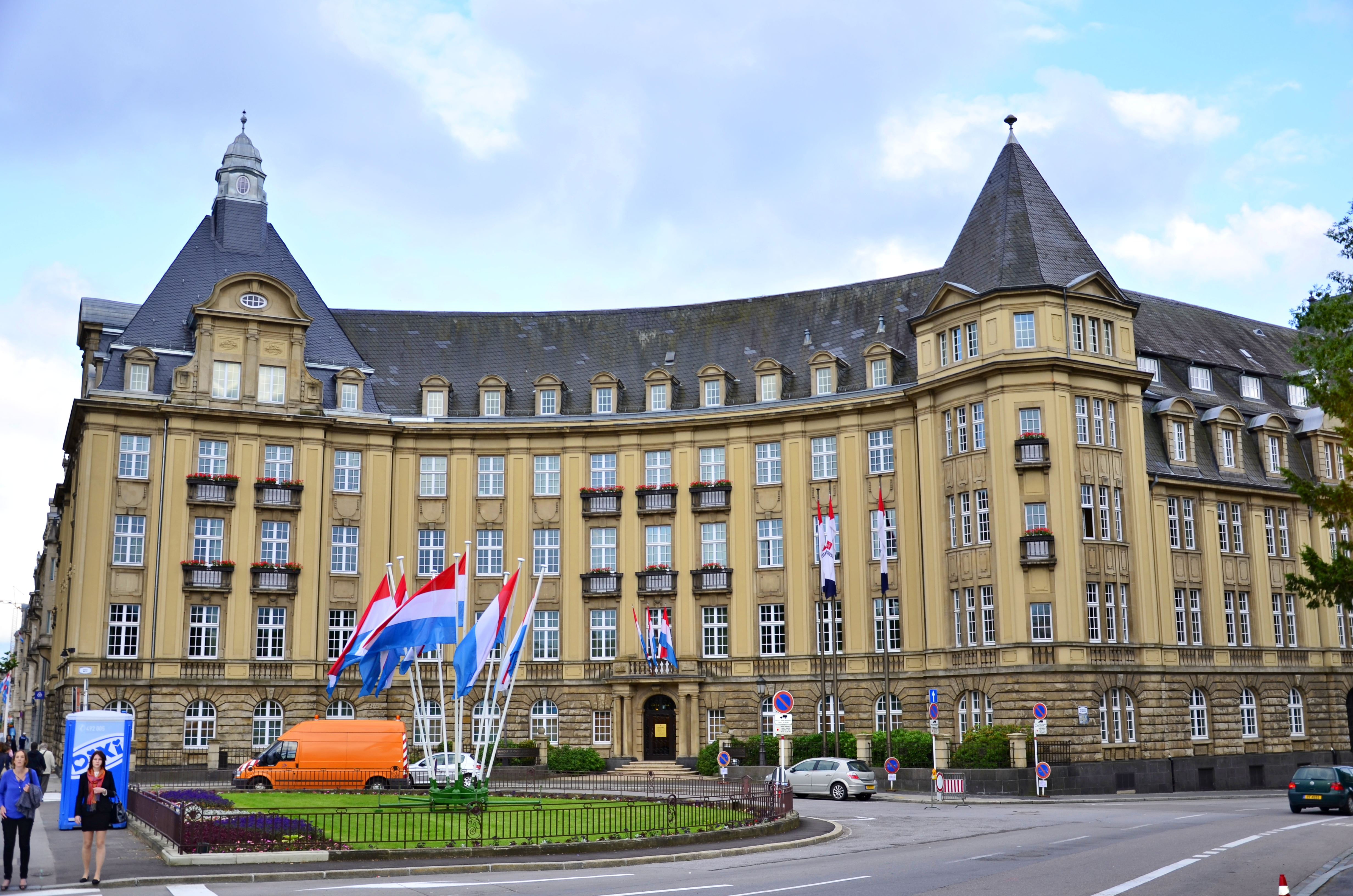
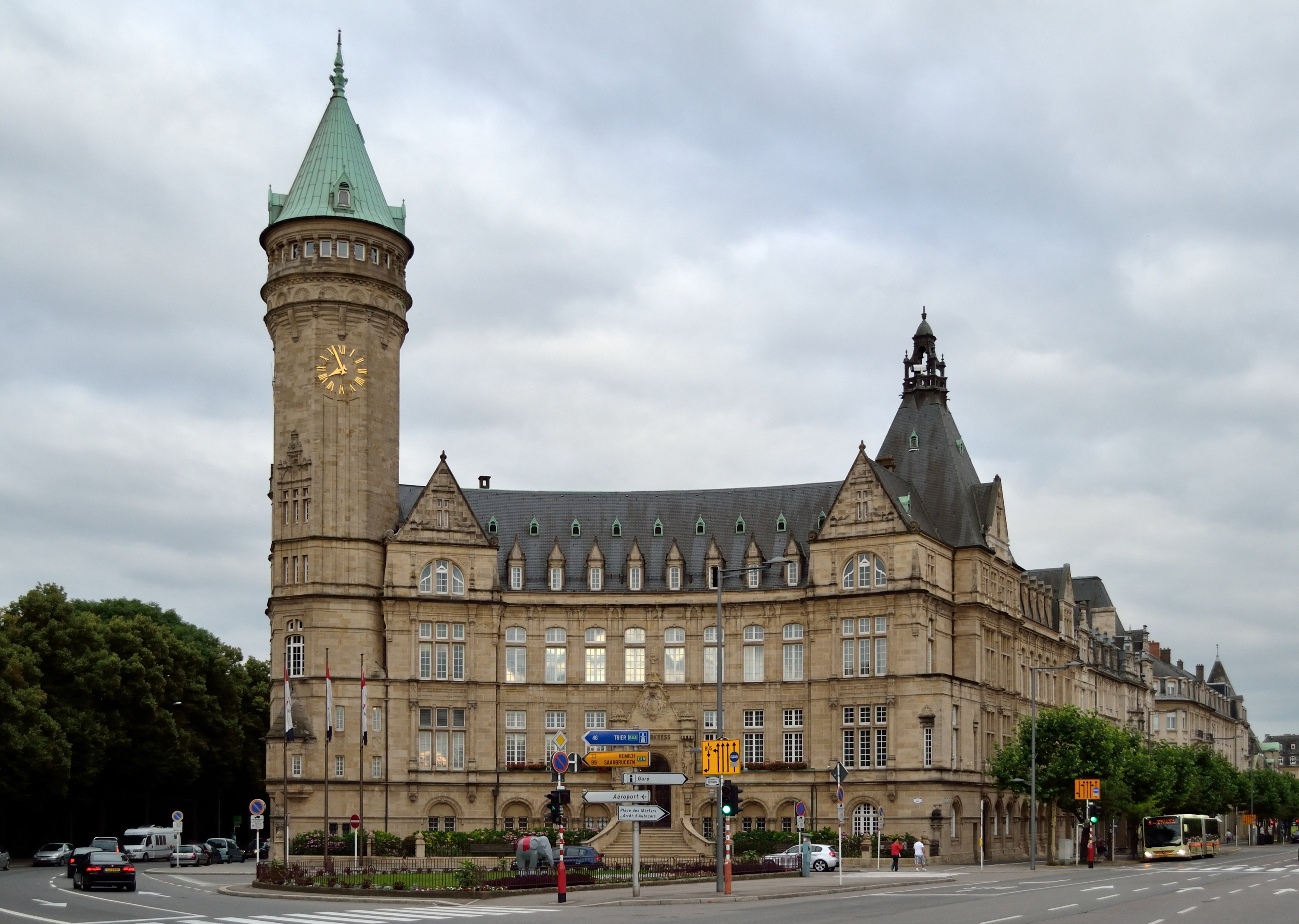